# Mesocentrus rutilus
Mesocentrus rutilus är en stekelart som beskrevs av Papp 2005. Mesocentrus rutilus ingår i släktet Mesocentrus och familjen bracksteklar. Inga underarter finns listade i Catalogue of Life.